# 파워 스테이션
파워 스테이션은 SBS 파워FM에서 방송되는 논스톱 BGM 라디오 프로그램이다.

## 역사
2025년 7월 7일 《김주우의 팝 스테이션》이 종영함에 따라, 새로운 논스톱 음악 프로그램이 신설하였다. 후속 프로그램은 2025년 7월 8일부터 방송을 시작하였으며, 진행자 없이 편성된다.

## 역대 방송시간
| 방송 채널  | 방송 기간             | 방송 시간                  |
| ---------- | --------------------- | -------------------------- |
| SBS 파워FM | 2025년 7월 8일 ~ 현재 | 매일 새벽 3:00 ~ 오전 5:00 |

## 일부 지역 자체 방송
다음 지역민방 프로그램은 3시 또는 4시에 방송된다. kbc My FM, JTV MAGIC FM, ubc Green FM은 김주우의 팝 스테이션 대신 자체프로그램을 내보낸다. 그러나 TBC Dream FM, TJB POWER FM, CJB JOY FM, G1 Fresh FM은 김주우의 팝 스테이션을 자체편성 없이 내보낸다. 그러나 JIBS New Power FM은 새벽 3시부터 4시까지만 방송하고, 새벽 4시부터 4시 53분까지는 자체 방송을 보낸다. KNN 파워FM은 평일에만 방송된다.
- 단, 본사 방송 수중계는 대전세종충남, 충북, 대구경북, 강원 주말, 부산경남 평일, 제주 1부이다.

| 프로그램                                          | 지역                | 방송채널          | 진행자       |
| ------------------------------------------------- | ------------------- | ----------------- | ------------ |
| 논스톱 음악산책(03:00~05:00)                      | 전북특별자치도      | JTV MAGIC FM      | BGM          |
| 김수희의 잠 못 드는밤 그대는(03:00~05:00)         | 울산광역시          | ubc Green FM      | 김수희       |
| 뮤직블로그 (평일) (03:00~04:00)                   | 강원특별자치도      | G1 Fresh FM       | 2부 (김우진) |
| 오희주의 라디오라떼 (재방송) (주말) (03:00~05:00) | 부산광역시·경상남도 | KNN 파워FM        | 오희주       |
| My FM 사운드 오브 뮤직(03:00~06:00)               | 광주광역시·전라남도 | kbc My FM         | BGM          |
| FM TOWN (04:00~04:53)                             | 제주특별자치도      | JIBS New Power FM | BGM          |

## 참고 사항
동시간대인 논스톱 BGM 프로그램이 진행되고 있다.